# Koudihal (Sadak), Basavakalyan
Koudihal (Sadak) là một làng thuộc tehsil Basavakalyan, huyện Bidar, bang Karnataka, Ấn Độ.